# 카타르 U-23 축구 국가대표팀
카타르 U-23 축구 국가대표팀은 카타르를 대표하는 23세 이하 축구 국가대표팀으로 현재 칼리파 국제경기장과 자심 빈 하마드 스타디움을 홈 구장으로 사용 중이다.

## 국제 대회 경력

### AFC U-23 아시안컵
2016년 대회를 시작으로 3회 연속 AFC U-23 아시안컵 본선에 출전하여 이 중 2018년 대회에서 3위에 입상했고 2016년 대회에서는 4위에 이름을 올렸다.

### 아시안 게임
2002년 대회를 시작으로 역대 4번의 대회에 출전하여 이 중 홈에서 열린 2006년 대회에서 5승 1패의 압도적인 성적을 거두며 성인대표팀과 U-23 대표팀을 통틀어 사상 첫 아시안 게임 금메달 획득에 성공했다.

### 하계 올림픽
카타르 U-23 대표팀의 올림픽 본선 출전은 1992년 대회가 유일하며 이 대회에서 8강에 올랐지만 이 대회 이후 현재까지 올림픽 본선 출전 기록은 없다.

## 주요 대회 성적

### 올림픽
| 올림픽 축구 기록 | 올림픽 축구 기록 | 올림픽 축구 기록 | 올림픽 축구 기록 | 올림픽 축구 기록 | 올림픽 축구 기록 | 올림픽 축구 기록 | 올림픽 축구 기록 | 올림픽 축구 기록 | 올림픽 축구 기록 |
| 년도             | 결과             | 순위             | 경기             | 승               | 무*              | 패               | 득점             | 실점             | 승점             |
| ---------------- | ---------------- | ---------------- | ---------------- | ---------------- | ---------------- | ---------------- | ---------------- | ---------------- | ---------------- |
| 1992년           | 8강              | 8위              | 4                | 1                | 1                | 2                | 2                | 5                | 4                |
| 1996년           | 진출 실패        | 진출 실패        | 진출 실패        | 진출 실패        | 진출 실패        | 진출 실패        | 진출 실패        | 진출 실패        | 진출 실패        |
| 2000년           | 진출 실패        | 진출 실패        | 진출 실패        | 진출 실패        | 진출 실패        | 진출 실패        | 진출 실패        | 진출 실패        | 진출 실패        |
| 2004년           | 진출 실패        | 진출 실패        | 진출 실패        | 진출 실패        | 진출 실패        | 진출 실패        | 진출 실패        | 진출 실패        | 진출 실패        |
| 2008년           | 진출 실패        | 진출 실패        | 진출 실패        | 진출 실패        | 진출 실패        | 진출 실패        | 진출 실패        | 진출 실패        | 진출 실패        |
| 2012년           | 진출 실패        | 진출 실패        | 진출 실패        | 진출 실패        | 진출 실패        | 진출 실패        | 진출 실패        | 진출 실패        | 진출 실패        |
| 2016년           | 진출 실패        | 진출 실패        | 진출 실패        | 진출 실패        | 진출 실패        | 진출 실패        | 진출 실패        | 진출 실패        | 진출 실패        |
| 2020년           | 진출 실패        | 진출 실패        | 진출 실패        | 진출 실패        | 진출 실패        | 진출 실패        | 진출 실패        | 진출 실패        | 진출 실패        |
| 2024년           | 진출 실패        | 진출 실패        | 진출 실패        | 진출 실패        | 진출 실패        | 진출 실패        | 진출 실패        | 진출 실패        | 진출 실패        |
| 합계             | 2회 진출(2/12)   | 8강(1회)         | 7                | 1                | 2                | 4                | 4                | 10               | 5                |

### 아시안 게임
| 아시안 게임 기록 | 아시안 게임 기록 | 아시안 게임 기록 | 아시안 게임 기록 | 아시안 게임 기록 | 아시안 게임 기록 | 아시안 게임 기록 | 아시안 게임 기록 | 아시안 게임 기록 | 아시안 게임 기록 |
| 년도             | 결과             | 순위             | 경기             | 승               | 무*              | 패               | 득점             | 실점             | 승점             |
| ---------------- | ---------------- | ---------------- | ---------------- | ---------------- | ---------------- | ---------------- | ---------------- | ---------------- | ---------------- |
| 1951년           | 독립 이전        | 독립 이전        | 독립 이전        | 독립 이전        | 독립 이전        | 독립 이전        | 독립 이전        | 독립 이전        | 독립 이전        |
| 1954년           | 독립 이전        | 독립 이전        | 독립 이전        | 독립 이전        | 독립 이전        | 독립 이전        | 독립 이전        | 독립 이전        | 독립 이전        |
| 1958년           | 독립 이전        | 독립 이전        | 독립 이전        | 독립 이전        | 독립 이전        | 독립 이전        | 독립 이전        | 독립 이전        | 독립 이전        |
| 1962년           | 독립 이전        | 독립 이전        | 독립 이전        | 독립 이전        | 독립 이전        | 독립 이전        | 독립 이전        | 독립 이전        | 독립 이전        |
| 1966년           | 독립 이전        | 독립 이전        | 독립 이전        | 독립 이전        | 독립 이전        | 독립 이전        | 독립 이전        | 독립 이전        | 독립 이전        |
| 1970년           | 독립 이전        | 독립 이전        | 독립 이전        | 독립 이전        | 독립 이전        | 독립 이전        | 독립 이전        | 독립 이전        | 독립 이전        |
| 1974년           | 불참             | 불참             | 불참             | 불참             | 불참             | 불참             | 불참             | 불참             | 불참             |
| 1978년           | 조별리그         | 11위             | 3                | 0                | 1                | 2                | 3                | 7                | 1                |
| 1982년           | 불참             | 불참             | 불참             | 불참             | 불참             | 불참             | 불참             | 불참             | 불참             |
| 1986년           | 조별리그         | 13위             | 3                | 0                | 2                | 1                | 2                | 3                | 2                |
| 1990년           | 기권             | 기권             | 기권             | 기권             | 기권             | 기권             | 기권             | 기권             | 기권             |
| 1994년           | 조별리그         | 13위             | 3                | 0                | 3                | 0                | 5                | 5                | 3                |
| 1998년           | 8강              | 5위              | 6                | 4                | 1                | 1                | 9                | 4                | 13               |
| 합계             | 7회 출전(7/12    | 금메달(1회)      | 31               | 12               | 12               | 7                | 53               | 30               | 39               |
| 합계             | 8회 출전(7/12)   | 우승(1회)        | 31               | 12               | 12               | 7                | 53               | 30               | 39               |

### AFC U-23 아시안컵
| 연도   | 결과                             | 경기                             | 승                               | 무                               | 패                               | 득점                             | 실점                             |                                  |
| ------ | -------------------------------- | -------------------------------- | -------------------------------- | -------------------------------- | -------------------------------- | -------------------------------- | -------------------------------- | -------------------------------- |
| 2014년 | 불참                             | 불참                             | 불참                             | 불참                             | 불참                             | 불참                             | 불참                             |                                  |
| 2016년 | 4위                              | 6                                | 4                                | 0                                | 2                                | 13                               | 10                               |                                  |
| 2018년 | 3위                              | 6                                | 5                                | 1                                | 0                                | 10                               | 5                                |                                  |
| 2020년 | 조별리그                         | 3                                | 0                                | 3                                | 0                                | 3                                | 3                                |                                  |
| 합계   | 3/4                              | 15                               | 9                                | 4                                | 2                                | 26                               | 18                               |                                  |
| 순위   | AFC U-23 아시안컵 통산 순위: 4위 | AFC U-23 아시안컵 통산 순위: 4위 | AFC U-23 아시안컵 통산 순위: 4위 | AFC U-23 아시안컵 통산 순위: 4위 | AFC U-23 아시안컵 통산 순위: 4위 | AFC U-23 아시안컵 통산 순위: 4위 | AFC U-23 아시안컵 통산 순위: 4위 | AFC U-23 아시안컵 통산 순위: 4위 |

- 참고: AFC U-23 아시안컵이 올림픽 축구 아시아 지역 예선 역할을 한다.

## 역대 감독
| 감독               | 임기        |
| ------------------ | ----------- |
| 알랭 페랭          | 2012 ~ 2013 |
| 펠릭스 산체스 바스 | 2017 ~ 2020 |

## 같이 보기
- 카타르 축구 국가대표팀